# 崇德帝姬
崇德帝姬（？—1121年），宋徽宗之女，母大王贵妃。
宋徽宗崇寧四年（1105年）十月封和庆公主，大觀二年（1108年）二月，改封崇福公主。政和三年（1113年），改公主号为帝姬，国号改为二字美名，为崇福帝姬。宣和元年（1119年）九月，下嫁左卫将军曹湜。宣和二年（1120年）五月，再封崇德帝姬。宣和三年（1121年）九月，薨逝。